# Germania Mudersbach
Germania Mudersbach (offiziell: Turn- und Sportverein Germania 1896 Mudersbach e. V.) ist ein Sportverein aus Mudersbach im Landkreis Altenkirchen im Siegerland. Die erste Mannschaft der ehemaligen Fußballabteilung spielte zwei Jahre in der erstklassigen Gauliga Moselland und nahm einmal am Tschammerpokal, dem Vorläufer des DFB-Pokals teil.

## Geschichte
Der Verein wurde am 20. August 1896 als TV Mudersbach gegründet. Im Jahre 1933 fusionierte der TV Mudersbach mit dem SV Germania Mudersbach zum TuS Germania Mudersbach. Nach dem Zweiten Weltkrieg schloss sich im Jahre 1945 der VfL Mudersbach der Germania an.

### Vor dem Zweiten Weltkrieg
Im Jahre 1928 schaffte die Mannschaft in einer Aufstiegsrunde den Sprung in die damals erstklassige 1. Bezirksklasse Südwestfalen und qualifizierte sich zwei Jahre später für die neu geschaffene Bezirksliga Südwestfalen. Dort wurde die Germania Letzter, blieb aber aufgrund einer Ligaaufstockung erstklassig. 1932 beendeten die Mudersbacher die Saison der Gruppe Siegerland punktgleich mit dem TuS Jahn Werdohl. Das Entscheidungsspiel um die Staffelmeisterschaft wurde im neutralen Weidenau mit 1:4 verloren.
1933 wurde die neu geschaffene Gauliga Mittelrhein verpasst und die Mannschaft spielte in der Fußball-Bezirksklasse Mittelrhein weiter. Im Jahre 1940 qualifizierte sich die Germania für den Tschammerpokal und traf in der ersten Runde auf Schwarz-Weiß Essen. Die Essener konnten sich mit einem deutlichen 8:1-Sieg in Mudersbach durchsetzen. Zwei Jahre später traf die Germania in der Aufstiegsrunde zur Gauliga Moselland auf den SC Moselweiß Koblenz. Nach einem 9:2-Sieg der Mudersbacher im Hinspiel verzichtete Koblenz auf das Rückspiel, so dass die Germania aufstieg.
In der Aufstiegssaison 1942/43 sorgte Germania Mudersbach durch den 32:0-Sieg über den FV Engers 07 reichsweit für Schlagzeilen. Es war der höchste Sieg in der Geschichte der Gauliga, die von 1933 bis 1945 die höchste Fußballliga im Deutschen Reich bildete. Am Saisonende belegten die Mudersbacher den vierten von sechs Plätzen in der Staffel Ost. Ein Jahr später revanchierte sich Engers mit einem 6:4-Sieg über die Germania.

### Nach dem Zweiten Weltkrieg
Nach dem Zweiten Weltkrieg gehörte Mudersbach zum neu gegründeten Bundesland Rheinland-Pfalz und die Germania nahm am Spielbetrieb des Fußballverbandes Rheinland teil. In der Saison 1949/50 wurde die Mannschaft Letzter der Amateurliga Rheinland-Nord und blieb nur durch eine Ligaaufstockung in der Spielklasse. Zwei Jahre später qualifizierte sich die Germania für die eingleisige Amateurliga Rheinland und nahm an der deutschen Amateurmeisterschaft 1952 teil, ehe der Verein im Jahre 1953 in den Spielbetrieb des Fußball-Verbandes Westfalen wechselte.
Die neue Konkurrenz aus dem Sauer- und Siegerland erwies sich als zu stark für die Mudersbacher, so dass die Mannschaft als Tabellenletzter in die Bezirksklasse abstieg. 1956 verpasste die Germania den Wiederaufstieg nach einer 2:3-Niederlage im Entscheidungsspiel gegen die SpVgg Altenseelbach. Ein Jahr später gelang der Wiederaufstieg in die Landesliga, wo die Germania nach nur einem Jahr wieder absteigen musste. Tiefpunkt der Saison war eine 2:10-Niederlage beim RSV 06 Eiserfeld. In den folgenden Jahrzehnten kam die Mannschaft nicht mehr über die Bezirksklasse bzw. Bezirksliga hinaus.
Seit der Saison 2006/07 bildete die Germania gemeinsam mit dem Nachbarverein SC 09 Brachbach eine Spielgemeinschaft. Am 11. März 2011 fusionierten die Fußballabteilungen der beiden Vereine zur Sportgemeinschaft (SG) Mudersbach/Brachbach. Die erste Mannschaft tritt in der Saison 2020/21 in der Bezirksliga 5 des Fußball-Verbandes Westfalen an. Zuvor hatte die SG die wegen der Corona-Pandemie abgebrochene Saison der A-Kreisliga Siegen-Wittgenstein als Tabellenerster beendet.